# Cutia

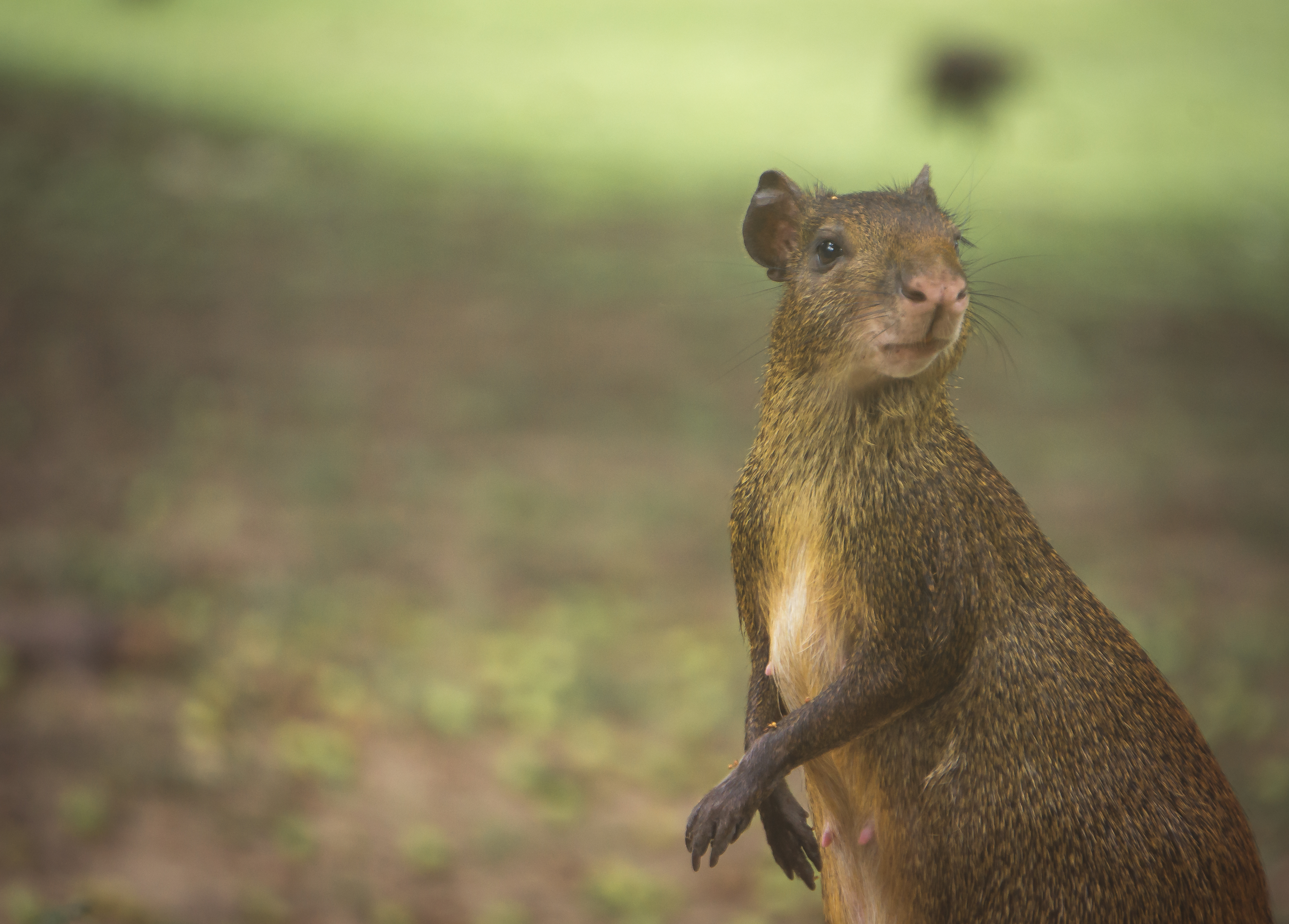
Uma cutia no Campo de Santana, Parque Municipal do Rio de Janeiro.

Cutia é uma denominação de um grupo de roedores de pequeno porte do gênero Dasyprocta e família Dasyproctidae. São mamíferos roedores de pequeno porte, medindo entre 49 e 64 centímetros e pesando, em média, de 3kg a 6kg. Encontram-se distribuidos em parte da América do Norte, América Central e América do Sul. No Brasil, há a presença de nove espécies deste animal. Vivem em florestas úmidas e são uma espécie herbívora, ou seja, alimentam-se de hortaliças, tubérculos, grãos, sementes e frutas.

## Etimologia
"Cutia", "acuchi", "acouti", "aguti" e "acuti" são originários do termo tupi para o animal: aku'ti.

## Reprodução
A fêmea encontra-se em sua maturidade sexual aos 10 meses de idade. Seu ciclo de gestação dura, em média, 104 dias, podendo nascer de 1 a 2 filhotes por ninhada. Os jovens nascem em ninhos forrados de folhas, raízes e cabelos. Eles são bem desenvolvidos no nascimento e podem estar acordados e comendo em uma hora. Os pais são barrados do ninho enquanto os jovens são muito pequenos, mas eles se unem pelo resto de suas vidas. Eles podem viver por até 20 anos, um tempo relativamente longo para um roedor.

## Espécies
De acordo com a terceira edição do compêndio taxonômico de Wilson e Reeder, esse grupo necessita de uma revisão, pois diversas espécies são de validade dúbia, atualmente sendo separadas apenas por localização geográfica.
- Dasyprocta azarae Lichtenstein, 1823
- Dasyprocta coibae Thomas, 1902
- Dasyprocta cristata (É. Geoffroy, 1803)
- Dasyprocta fuliginosa Wagler, 1832
- Dasyprocta guamara Ojasti, 1972
- Dasyprocta kalinowskii Thomas, 1897
- Dasyprocta leporina (Linnaeus, 1758)
- Dasyprocta mexicana Saussure, 1860
- Dasyprocta prymnolopha Wagler, 1831
- Dasyprocta punctata Gray, 1842
- Dasyprocta ruatanica Thomas, 1901